# ABC (Djaga Djaga & JoeyAK)
ABC is een lied van de Nederlandse rappers Djaga Djaga en JoeyAK. Het werd in 2022 als single uitgebracht en stond in 2023 als dertiende track op het album Beschadigd van Djaga Djaga.

## Achtergrond
ABC is geschreven door Jason Leonora en Joël Hoop en geproduceerd door Gubes. Het is een nummer dat past in de genres nederhop en drillrap. In het lied rappen de artiesten over het straatleven. De titel is een afkorting voor "Amsterdams beroeps crimineel". Ter promotie van het album plaatste het duo verschillende berichten op Instagram waarop ze Willem Holleeder en Klaas Bruinsma eerden.
Het is niet de eerste keer dat de twee artiesten met elkaar samenwerken. Dit deden zij op Doekoe en Action.

## Hitnoteringen
De artiesten hadden bescheiden succes met het lied in Nederland. Het stond op de 22e plaats van de Single Top 100 in de drie weken dat het in deze hitlijst te vinden was. De Top 40 en haar Tipparade werden niet bereikt.